# Hound (Transformers)
Hound es un personaje ficticio del universo de Transformers, él es un soldado Autobot que lucha contra los Decepticons.

## Transformers: Generación 1

### Cómic Marvel
Hound también apareció en el cómic de Marvel, donde su papel era muy similar que en la serie animada. Durante la crisis de la historia del Reino Unido sólo de mando, Hound y Mirage combinaron sus habilidades especiales para capturar al espía Decepticon Ravage. Más tarde, en el 2006 fue una misión de espionaje junto con Jazz en la que Jazz fue capturado. A partir de entonces, Hound siempre tenía dudas por Jetfire hacia el, pensando que estaba a favor de Galvatron, más adelante muestra ser uno de los fieles Autobots cuando este luchó contra Starscream.

### Serie Animada
Durante la primera temporada de la serie, Hound sirvió como un explorador principal de los Autobots y un fue un gran soldado de reconocimiento, un papel que le sentaba bien porque creció rápidamente a amar la variedad de paisajes naturales de la Tierra, su modo alterno es un Jeep Militar y posee la habilidad de crear hologramas.
Hound fue una gran ayuda en la creación de los 3 Dinobots originales, ya que capturó imágenes holográficas que sirvieron de modelos de maqueta para la construcción de Grimlock, Slag y Sludge. Sin embargo, después de un brote de las primeras apariciones, pasando la primera temporada Hound ya no tenía roles primarios si no eran más secundarios, apareciendo sólo cuando sus poderes eran necesarios para los hologramas.
Perro hizo una breve aparición en la batalla del 2005, donde y Sunstreaker, se paró junto a Optimus Prime antes del primer frente de las fuerzas Decepticon.
Hound fue visto por última vez en la cuarta temporada de la serie que cabe notar que Japón solo creó Transformers Headmasters en la que su aparición fue de extra.

## Transformers: Energon
Aunque no hubo un personaje llamado Hound en la serie de Energon, el Mini-Con Rollbar fue repintado en esta serie como un homenaje al Hound de Transformers: Generación 1.

## Películas live-action

### Transformers: la era de la extinción
Hound es un Autobot experto en armamento, está armado por todo su cuerpo. Su actitud y manera de ser es muy similar a Ironhide, es el tercer Autobot de apariencia obesa, siguiendo de Leadfoot y Ratchet en Transformers Animated. Se transforma en un Oshkosh Defense Medium Tactical Vehicle. Es uno de los Autobots restantes junto a Crosshairs, Drift y Bumblebee después del incidente de Chicago. Se lo ve deslizandose por la ladera de una montaña y disparando al cielo de alegría al ver que Optimus Prime seguía con vida. A medida que se reúnen, inspecciona a los nuevos seres humanos que salen de Optimus Prime, habla con Drift y apunta su arma Triple cañón rotativo a Cade, Tessa y Shane. Optimus ordena que se detenga, que está en deuda con ellos por arriesgar sus vidas al ayudarlo.
Cade, quien anteriormente robó un dron de Cemetery Wind de Texas, ve su material de archivo y todos ellos ven los asesinatos de Ratchet y Leadfoot. Hound se quita su casco en señal de respeto a su camarada caído, Leadfoot. Se une en un asalto a los cuarteles principales de KSI en Chicago. Hound, Crosshairs y Optimus centraron en irrumpir en el laboratorio y destruirlo mientras que Drift y Bumblebee rescatan a Cade. Durante el asalto rescata al Autobot (ex-decepticon) Brains de su prisión de "Frankestein".
Los Autobots se retiraron de KSI, como él, Drift y Crosshairs, Optimus y Bumblebee huyen, mientras que Galvatron y Stinger atacan. Distraído por Galvatron, Optimus es atacado y capturado, junto con Tessa por Lockdown. El y los Autobots van a la nave de Lockdown para rescatar a los dos.
Mientras que Cade y Shane buscan a Tessa, Hound y los otros Autobots fueron a la sala de trofeos de Lockdown para buscar a Optimus. Echa un vistazo a todos los prisioneros de Lockdown que había capturado y Hound examina a una criatura dentro de una jaula pequeña. Mostró cierta compasión por la criatura similar a un cangrejo, aunque era desagradable para él. La criatura lo escupe, lo que hace que vuelque y piense que fue atacado con una especie de ácido. Después de darse cuenta de que estaba bien, le disparó a la criatura con su arma. Encontraron a Optimus, que instruyó a Hound para pilotar la nave sala de trofeos de la nave principal de Lockdown antes de su lanzamiento. El que se hacía llamar un mal piloto, finalmente logró separar la nave y escapan, sin que Lockdown sepa.
Volaron a Hong Kong para encontrarse con Joshua y la Semilla, pero mientras que Joshua estaba cargando la Semilla por encima, un KSI Decepticon disparó misiles contra la nave, causando que Bumblebee y Hound se cayeran cuando la nave va cayendo en barrena hacia un parque geológico.
Joshua le explica a Cade y Tessa que diseñó los prototipos para poder acabar a Hound y los otros Autobots. Hound respondió y le tira su bala de cigarro en él. Los prototipos atacan y Bumblebee y Hound mantienen por el momento la posición. Después de luchar contra los prototipos durante mucho tiempo, Hound lucha hasta la última bala. Cuando todas sus armas quedan sin municiones, recurre a su cuchillo e incluso su propio casco, cuando todo lo demás falla, recurre a golpearlos hasta la muerte. En un momento dado se cae al suelo por el drone "Two-Head", voltea su cigarro en torno a la boca y lo muerde, disparando el cartucho y soplando uno al matarlo, luego de esto, Hound le dice a Cade que "se acabó el combustible", alegando que no podía combatir más.
Optimus más tarde acude al rescate junto con los Dinobots. Hound es visto más tarde al transporte de la Semilla en la ciudad por el puente. Al final de la batalla, él y los otros Autobots protegen a la familia de Cade por orden de Optimus y ven como vuela lejos hacia al espacio para encontrar a los Creadores.

### Transformers: el último caballero
Hound regresa como comando del equipo y también toma el lugar de Ratchet como médico. Su nuevo modo alterno es un vehículo militar Mercedes Unimog.
En los años transcurridos desde la salida de Optimus Prime de la Tierra, Hound se había refugiado en el depósito de chatarra de Cade Yeager con los otros Autobots. Ayudó a regular el establecimiento de llamadas telefónicas unidireccionales entre Cade y Tessa, que estaba en la universidad. Un día, cuando Cade y Bumblebee estaban en un enfrentamiento con el T.R.F., Hound llegó a ofrecer a sus amigos potencia de fuego adicional. Cade fue capaz de terminar el enfrentamiento, aunque Hound incitó al T.R.F. a dispararles mientras partía. Hound sin saberlo, tenía a dos polizones, que son Izabella y su compañero Sqweeks, que enganchó un viaje de regreso al depósito de chatarra con él.
Después de la visita de Daytrader, los Decepticons llegan con el T.R.F. y atacan al depósito de chatarra. Mientras Cade llevó a los otros lejos para activar trampas en un pueblo cercano, Hound se quedó atrás para ahorrar algo de tiempo. Hound se enfrentó con Megatron y los otros Decepticons por sí mismo, y con éxito se defendió de ellos. Más tarde, cuando Cybertron surgió en los cielos desde arriba, Hound se unió a los otros Autobots en dirección a Stonehenge para participar en la próxima batalla. Izabella le dijo a Hound si podía unirse a ellos, y los Autobots se reunieron con Optimus al haber regresado, aunque Hound no tuvo la oportunidad de saludar antes de que Optimus volara para liderar el ataque. Hound y Bumblebee abordaron un portador de Asalto Orbital a enredarse con algunos Decepticons en el aire, pero pronto saltó de proporcionar alguna ayuda a sus amigos humanos. Incluso con su poder de fuego combinado, Hound fue capaz de empujar hacia adelante gracias a la presencia de los Infernocons. Eventualmente, Sqweeks abrió el camino, y se unió a Optimus, Hound, Bumblebee, Hot Rod, Cade y Viviane Wembly de carga hacia adelante. Hound una vez más peleó contra Megatron, esta vez junto a sus compañeros Autobots, y casi fue asesinado por el líder Decepticon, si no hubiera sido por la ayuda oportuna de Hot Rod. Viviane a última instancia salvó el día, y Hound volvió a Cybertron con sus compañeros Autobots.